# Jan Janczura
Jan Janczura (ur. 10 marca 1924 w Lisich Jamach, zm. 17 grudnia 1984) – polski rolnik i polityk. Poseł na Sejm PRL V i VI kadencji.

## Życiorys
Syn Jana i Anny. Posiadał wykształcenie średnie, ukończył w 1954 Centralną Szkołę Partyjną PZPR. Od 1947 należał do Polskiej Partii Robotniczej, a od Kongresu Zjednoczeniowego – członek Polskiej Zjednoczonej Partii Robotniczej. W strukturze partyjnej pełnił funkcje kierownika wydziału rolnictwa i leśnictwa, członka (od 1959) i członka egzekutywy Komitetu Powiatowego PZPR w Lubaczowie oraz sekretarza do spraw rolnych Komitetu Gromadzkiego w Lisich Jamach (od 1967). Był inspektorem rolnym w Powiatowym Zarządzie „Samopomocy Chłopskiej”, a także przewodniczącym zarządu okręgu Związku Zawodowego Pracowników Rolnych.
Z ramienia PZPR w latach 1960–1964 był przewodniczącym prezydium Gromadzkiej Rady Narodowej w Lisich Jamach, a także pełnił mandat posła na Sejm PRL V i VI kadencji (1969–1976). Należał do Komisji Przemysłu Lekkiego i Rzemiosła oraz Komisji Rolnictwa. 
Został odznaczony Złotym Krzyżem Zasługi.
Miał pięcioro dzieci: Eugeniusza, Jana, Janinę, Mariana i Marię. Posiadał gospodarstwo, które prowadził wraz z żoną Katarzyną. Został pochowany na cmentarzu komunalnym w Lubaczowie.